# Claude de Vienne
Claude est un évêque de Vienne de la première moitié du Ve siècle. Il est considéré comme saint de l'Église catholique romaine.

## Biographie
Claude (Claudius, Claudii) est un évêque du diocèse de Vienne, présent dans le catalogue de l'évêque Adon de Vienne (799-875),,,.
Selon la tradition, Adon plaçait ce douzième évêque de Vienne dans la première moitié du IVe siècle, sous le règne Constantin Ier,,,. Il précisait dans sa « apud Viennam Claudio in catholico dogmate clarissimo episcopo (« à Vienne, Claudius, évêque très éclairé dans la connaissance du dogme catholique »). » (Chronique, VI) Adon mentionne la présence de Claude au concile d'Arles en 314. Le Livre épiscopal de l'archevêque Léger apporte une correction en indiquant que Claude était présent au premier concile de Nicée (325).
Historiquement, Claude est attesté puisqu'il est présent lors du concile d'Orange de l'année 441,. Il est présent également au concile de Vaison, qui se tient l'année suivante,.
Ulysse Chevalier indique, reprenant ainsi la Chronique d'Adon, qu'il aurait ordonné diacre, Just, futur évêque de Lyon,.
Considéré comme saint, Claude figure dans le calendrier liturgique du diocèse de Grenoble-Vienne le 1er juillet, aux côtés de saint Martin et de tous les anciens évêques de Vienne. Il figure dans le Martyrologe hiéronymien au 1er juin,, de même que chez les Bollandistes.